# Paletwa
Paletwa är en kommun i Myanmar.   Den ligger i regionen Chin, i den västra delen av landet, 400 km nordväst om huvudstaden Naypyidaw. Antalet invånare är 91 030.